# Oboronia gussfeldtii
Oboronia gussfeldtii är en fjärilsart som beskrevs av Herman Dewitz 1879. Oboronia gussfeldtii ingår i släktet Oboronia och familjen juvelvingar. Inga underarter finns listade i Catalogue of Life.